# Дозиметрія

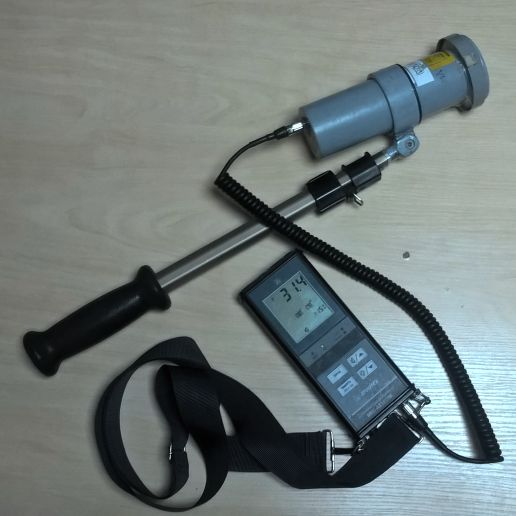
Дозиметр-радіометр МКС-АТ1117М з блоком детектування бета-часточок БДПБ-01

Дозиметрі́я (від грец. dosis — частка, порція і metreo — вимірюю) — самостійний розділ прикладної ядерної фізики, який розглядає фізичні величини, що характеризують поле іонізуючого випромінювання та взаємодію випромінювання з речовиною, а також принципи і методи визначення цих величин. Вона має справу з такими фізичними величинами, які пов'язані з очікуваним радіаційним ефектом. Важливою задачею дозиметрії є визначення дози випромінювання в різних речовинах, насамперед у тканинах живого організму для виявлення, оцінки і попередження будь-якої можливої радіаційної небезпеки для людини, та для розробки спеціальних засобів і методів радіаційного захисту.

## Історія розвитку
Потреба в точному визначенні дози та в її вимірюванні експериментальним або теоретичним шляхом виникла з самого початку застосування іонізуючого випромінювання в терапевтичній практиці. Розвиток ядерних технологій, а також використання іонізуючого випромінювання в різних областях техніки, природознавства, медицини, промисловості та сільського господарства вивело вимірювання дозиметричних параметрів далеко за рамки лише променевої терапії.
Використання іонізуючого випромінювання в лікувальних цілях на початку ХХ століття викликало необхідність встановлення об'єктивної міри кількості опромінення в аналогії з дозою в хіміотерапії, з ціллю контролю дози радіації та біологічних ефектів, що нею створюються.

Карл Циммер‎

Перш ніж у дозиметрії почали застосовувати фізично обґрунтовані методи, достатньо довго користувались біологічним способом визначення «засвоєної кількості радіації». Цей спосіб був оснований на явищі почервоніння шкіри після короткочасного інтенсивного опромінення. Також як міра кількості радіації використовувалась загибель яєць дрозофіл або хробаків внаслідок опромінення. Однак у 1913 році швейцарський лікар і фізик Теофіл Фрідріх Крістен розробив достатньо чіткі уявлення про фізичне обґрунтування дози, близькі до тих, що використовується сьогодні, і висвітлив їх у своїй статті. Саме він ввів саме поняття «доза» і визначив її як енергію випромінювання, що поглинена одиницею об'єму. Він зрозумів, що вимірювання можна заснувати на кількості утворених під дією випромінювання іонів в елементарному об'ємі сухого повітря за нормальних умов, але краще виразити енергію, потрібну для звільнення такої кількості іонів і визначив одиницею вимірювання дози ерг на сантиметр кубічний. Пізніше у 1938 році Карл Ціммер та у 1939 Луїс Гарольд Грей зіткнулися з проблемою вимірювання характеристик нейтронного випромінювання, оскільки його характеристики не могли бути виміряні через експонування, як для рентгенівських і γ-променів.  Вони ввели «енергетичну одиницю». Як і одиниця Крістена вона виражалася в енергії на одиницю об'єму та визначалася по відношенню до поглиненої енергії впливу одного рентгена гамма-квантів в одиниці об'єму води. Але знову ж таки, як Крістен, вони мали вимірювати її через вторинну іонізацію в газі, бо існували серйозні практичні труднощі безпосереднього вимірювання за допомогою теплових ефектів, які вони створюють.

Луїс Гарольд Грей

У 1925 році була створена Міжнародна комісія з радіаційних одиниць та вимірювань (МКРО). Ця комісія стала вищою інстанцією з усіх питань визначення дозових і радіаційних величин та одиниць. Плідна міжнародна співпраця дозволила поступово удосконалювати систему понять дозиметрії.
Використання нових видів іонізуючого випромінювання в медицині та розвиток ядерних досліджень в післявоєнні роки викликали необхідність введення нових фізичних величин та їх ґрунтовного фізичного опису. Тому в 1954 році МКРО запропонувала загальноприйняту дозову величину, а саме поглинену дозу випромінювання, і ввела для неї одиницю вимірювання рад. Поглинена доза безпосередньо виражає енергію, яка передана випромінюванням матерії і тому являє собою основну дозиметричну величину, бо є застосовною до всіх видів випромінювання і енергій. Розвиток вимірювальної техніки в той час дозволив розробити фундаментальні методи вимірювання цієї важливої величини.
Введення у 70-х роках Міжнародної системи одиниці SI призвело до упорядкування одиниць та їх позначень, зокрема і в дозиметрії. У 1975 такі одиниці як рад, рентген та бер були виведені з обігу, а Генеральна конференція з мір і ваг, за пропозицією МКРО ввела для поглиненої дози одиницю грей, яка рівна одному джоулю на один кілограм, одиницею експозиційної дози замість рентгена було прийнято кулон на кілограм. Еквівалентну дозу, як і поглинену визначала похідна одиниця системи SI джоуль на кілограм, але було визначено, що у цьому випадку не можна застосовувати спеціальну одиницю грей, а використовується спеціальна назва зіверт. В зв'язку з розробкою фізично чітко обґрунтованої теорії дозиметрії та визначення її понять і величин в останнє тридцятиліття відбувався безперервний розвиток нових методів вимірювання доз, а старі методи вдосконалювалися і доповнювалися. Також було розроблено нові чисельні методи визначення доз, особливо в рамках променевої терапії. Використання потужних комп'ютерів та новітніх програм дозволяє розраховувати навіть складні розподіли доз через невелику кількість вхідних даних.
На сьогодні дозиметрія охоплює такі самостійні напрямки:
- індивідуальна дозиметрія;
- клінічна дозиметрія;
- технічна дозиметрія;
- дозиметрія навколишнього середовища.

## Основні фізичні величини

### Поглинена доза
Основною фізичною величиною, що визначає ступінь радіаційного впливу, є поглинена доза випромінювання.
Поглинена доза іонізуючого випромінювання (доза випромінювання) {\displaystyle D} — відношення середньої енергії {\displaystyle d{\overline {W}}}, що передана іонізуючим випромінюванням речовині в елементарному об'ємі, до маси {\displaystyle dm} речовини в цьому об'ємі:
{\displaystyle D={\frac {d{\overline {W}}}{dm}}}.
Одиницею вимірювання поглиненої дози в системі SI прийнятий грей (Гр). Грей дорівнює поглиненій дозі іонізуючого випромінювання, за якої речовині масою 1 кг передається енергія іонізуючого випромінювання будь-якого виду 1 Дж (1 Гр = 1 Дж/кг).
Позасистемною одиницею поглиненої дози є рад, який відповідає поглинанню 100 ерг енергії будь-якого виду випромінювання в 1 г речовини (1 рад = 100 ерг/г = 0,01 Дж/кг). Таким чином: 1 Гр = 100 рад.
Значення поглиненої дози випромінювання залежить від властивостей випромінювання, речовини, що поглинає, і не визначає повною мірою реакцію об'єкту, що опромінюється, на вплив опромінення, оскільки при однаковій поглиненій енергії іонізуючого випромінювання біологічна дія різних видів випромінювання є різною.
Потужність поглиненої дози іонізуючого випромінювання (потужність дози випромінювання або інтенсивність опромінення) {\displaystyle {\dot {D}}} — відношення приросту поглиненої дози {\displaystyle dD} за інтервал часу {\displaystyle dt} до цього інтервалу часу:
{\displaystyle {\dot {D}}={\frac {dD}{dt}}}.
За одиницю потужності поглиненої дози в системі SI прийнятий грей за секунду (Гр/с), тобто така потужність поглиненої дози, за якої за 1 с в речовині утворюється доза випромінювання 1 Гр. Позасистемна одиниця рад в секунду: 1 рад/с = 0,01 Гр/с.

### Керма
Для оцінки впливу на середовище опосередковано іонізуючого випромінювання використовується поняття керма.
Керма {\displaystyle K} — відношення суми початкових кінетичних енергій {\displaystyle dE_{k}} всіх заряджених іонізуючих частинок, що виникли під дією непрямо іонізуючого випромінювання в елементарному об'ємі речовини, до маси речовини {\displaystyle dm} в цьому об'ємі:
{\displaystyle K={\frac {dE_{k}}{dm}}}.
Одиниця вимірювання керми в системі SI така сама, як і для поглиненої дози, тобто грей (Гр). Грей дорівнює кермі, за якої сума початкових кінетичних енергій всіх заряджених іонізуючого частинок, що виникли під дією непрямо іонізуючого випромінювання в речовині масою 1 кг, дорівнює 1 Дж. Якщо знехтувати втратою енергії на гальмівне випромінювання, то керма збігається з поглиненою дозою від вторинних заряджених частинок.
Потужність керми {\displaystyle {\dot {K}}} визначається аналогічно потужності поглиненої дози і вимірюється в тих же одиницях:
{\displaystyle {\dot {K}}={\frac {dK}{dt}}}.

### Експозиційна доза
Для оцінки поля фотонного випромінювання з енергіями 1 кеВ — 3 Мев використовують поняття експозиційної дози.
Експозиційна доза іонізуючого випромінювання {\displaystyle X} — міра іонізації повітря в результаті дії на нього фотонів, яка рівна відношенню сумарного заряду {\displaystyle dQ} всіх іонів одного знаку, що були утворені в сухому повітрі за нормальних умов в певному об’ємі під дією іонізуючого випромінювання до маси {\displaystyle dm} повітря в цьому об'ємі:
{\displaystyle X={\frac {dQ}{dm}}}.
За одиницю вимірювання в системі SI прийнятий кулон на кілограм (Кл/кг). Кулон на кілограм дорівнює експозиційній дозі, за якої всі електрони і позитрони, що були звільнені фотонами в елементарному об'ємі повітря з масою {\displaystyle dm}, створюють іони, що несуть заряд 1 Кл кожного знаку.
Позасистемна одиниця експозиційної дози рентген (Р) пов'язаний з одиницею SI цієї величини наступним чином: 1 Р = 2,58 × 10−4 Кл/кг. Рентген — експозиційна доза фотонного випромінювання, при проходженні якого через 0,001293 г повітря (маса 1 см3 сухого повітря за нормальних умов) в результаті завершення всіх іонних процесів утворюються іони, що несуть одну електростатичну одиницю кількості струму кожного знаку. Із цього визначення можна знайти енергетичні еквіваленти рентгену у позасистемних одиницях.
Потужність експозиційної дози фотонного випромінювання {\displaystyle {\dot {X}}} — відношення приросту експозиційної дози {\displaystyle dX} за інтервал часу {\displaystyle dt} до цього інтервалу часу:
{\displaystyle {\dot {X}}={\frac {dX}{dt}}}.
За одиницю потужності експозиційної дози прийнятий ампер на кілограм (А/кг), тобто така потужність експозиційної дози, за якої за 1 с утворюється експозиційна доза 1 Кл/кг. Позасистемною одиницею є рентген за секунду (Р/с).

### Еквівалентна доза і вагові коефіцієнти випромінювання
Для оцінки радіаційної небезпеки хронічного опромінення людини малими дозами випромінювання довільного складу використовується поняття еквівалентної дози. Дослідження наслідків опромінення живих тканин показало, що при однакових поглинених дозах різні види випромінювання здійснюють різний біологічний вплив на організм. Це зумовлено тим, що важка частинка (наприклад, протон) створює на одиниці довжини пробігу в тканині більше іонів, ніж легка (наприклад, електрон). За однакової поглиненій дозі радіобіологічний руйнівний ефект тим більший, чим вища іонізація, що створюється випромінюванням. Щоб врахувати цей ефект, а також стохастичні наслідки опромінення для здоров'я (наприклад, довгострокова ймовірність виникнення раку і генетичних захворювань) введено поняття еквівалентної дози іонізуючого випромінювання {\displaystyle H_{T}} — сума добутків поглинених доз {\displaystyle D_{R,T}} від різних видів випромінювання в цьому елементі об'єму біологічної тканини або органу стандартного складу типу {\displaystyle T} на радіаційний ваговий коефіцієнт {\displaystyle W_{R}} :
{\displaystyle H_{T}=\sum _{R}^{N}D_{R,T}W_{R},}
де індекси {\displaystyle R} вказують на компоненти випромінювання різного типу.
Одиницею еквівалентної дози є Дж/кг, що має спеціальну назву зіверт (Зв).
| Тип випромінювання                                 | Енергія        | {\displaystyle W_{R}}        |
| -------------------------------------------------- | -------------- | ---------------------------- |
| рентгенівське, γ-випромінювання, β-частинки, мюони |                | 1                            |
| нейтрони                                           | < 1 МеВ        | 2.5 + 18.2·e-[ln(E)]²/6      |
| нейтрони                                           | 1 MeV — 50 MeB | 5.0 + 17.0·e-[ln(2·E)]²/6    |
| нейтрони                                           | > 50 MeB       | 2.5 + 3.25·e-[ln(0.04·E)]²/6 |
| протони, заряджені піони                           |                | 2                            |
| α-частинки, уламки ядерного розпаду, важкі іони    |                | 20                           |

На початку 1960-х років при визначенні радіологічних захисних величин їх пов'язували з коефіцієнтом якості випромінювання, {\displaystyle Q}, що є функцією лінійної передачі енергії (ЛПЕ). У публікації доповіді 60 Міжнародної комісії з радіаційного захисту (МКРЗ) метод зважування випромінювання при розрахунку захисних величин еквівалентної і ефективної дози був змінений. Комісія вибрала набір вагових коефіцієнтів випромінювання {\displaystyle W_{R}}, які були визнані прийнятними для використання в радіаційному захисті. Значення {\displaystyle W_{R}} були здебільшого визначені, виходячи з відносної біологічної ефективності (ВБЕ) різних видів випромінювання. Величини {\displaystyle W_{R}} були обрані на підставі експертних оцінок з широкого діапазону даних по ВБЕ для стохастичних ефектів. Отримані експериментально значення ВБЕ залежать від обраного референтного випромінювання. В загальному випадку, як референтне обирається фотонне випромінювання з низькою ЛПЕ.
Ефективна доза іонізуючого випромінювання {\displaystyle E} визначається, як зважена сума еквівалентних доз в цьому об'ємі тканини або органу типу {\displaystyle T}:
{\displaystyle E=\sum _{T}H_{T}W_{T}=\sum _{T}W_{T}\sum _{R}W_{R}D_{T,R},}
де {\displaystyle W_{T}} — ваговий коефіцієнт тканини {\displaystyle T}. Сумування проводиться по всім тканинам і органам організму людини, що вважаються чутливими до виникнення стохастичних ефектів.

### Ефективна доза та вагові коефіцієнти тканин
| Тканина | {\displaystyle W_{T}} | {\displaystyle \sum _{T}W_{T}} |
| --- | --------------------- | ------------------------------ |
| Кістковий мозок, товста кишка, легені, шлунок, молочна залоза, інші тканини* | 0,12                  | 0,72                           |
| Гонади | 0,08                  | 0,08                           |
| Сечовий міхур, печінка, стравохід, щитоподібна залоза | 0,04                  | 0,16                           |
| Поверхня кістки, головний мозок, слинна залоза, шкіра | 0,01                  | 0,04                           |
| | Всього                | 1                              |
| *інші тканини: надниркова залоза, екстраторакальний відділ, жовчний міхур, серце, нирки, лімфовузли, м'язи, слизова ротової порожнини, підшлункова залоза, простата, тонка кишка, селезінка, тимус, матка/шийка матки |                       |                                |

Одиницею вимірювання ефективної дози в системі SI, як і для еквівалентної, є Дж/кг, тобто Зіверт (Зв).
Вагові коефіцієнти тканин вибрані на основі аналізу даних епідеміологічних досліджень індукції раку в опромінених популяціях, а також оцінки ризику викинення спадкових дефектів. Ці коефіцієнти є усередненими для обох статей і різного віку.

### Операційні величини
Еквівалентна та ефективна дози на практиці не можуть бути прямо виміряні. Отже для їх оцінювання використовуються операційні величини.
Для оцінки еквівалентної або ефективної дози від радіонуклідів, інкорпорованих в організмі людини, використовуються різні методи. Більшість з них засновані на різних виміюваннях активності і застосуванні біокінетичних (розрахункових) моделей. Операційні величини, що використовуються при моніторингу середовища включають в себе амбієнтний еквівалент дози і напрямлений еквівалент дози.
Амбієнтний еквівалент дози {\displaystyle H^{*}(10)} — еквівалент дози в точці поля випромінювання, що створюється відповідно розширеним і вирівняним полем випромінювання в сфері з м'якої біологічної тканини (сфері МКРЕ) на глибині 10 мм по радіус-вектору, який має протилежний до поля напрямок.
Напрямлений еквівалент дози {\displaystyle H'(d,\Omega )} — величина еквівалентної дози в точці поля випромінювання, що створюється відповідним розтягуванням поля всередині сфери МКРЕ на глибині {\displaystyle d} в заданому напрямку {\displaystyle \Omega } по радіусу.
Індивідуальний еквівалент дози {\displaystyle H_{p}(d)} — еквівалент дози в сфері МКРЕ на відповідній глибині {\displaystyle d} в певній точці тіла людини. Точкою на тілі людини зазвичай вибирають місце, де носиться індивідуальний дозиметр.
Одиницею вимірювання цих величин є зіверт (Зв).

### Зведена таблиця одиниць вимірювання
| Фізична величина                                          | Позасистемна одиниця  | Одиниця SI                         | Перехід від позасистемної одиниці до одиниці SI |
| --------------------------------------------------------- | --------------------- | ---------------------------------- | ----------------------------------------------- |
| Активність радіонукліда                                   | Кюрі (Кі)             | Бекерель (Бк)                      | 1Кі = 3.7 × 10 10 Бк                            |
| Експозиційна доза                                         | Рентген (Р)           | Кулон/кілограм (Кл/кг)             | 1Р = 2,58 × 10 -4 Кл/кг                         |
| Поглинена доза                                            | Рад (рад)             | Грей (Гр)                          | 1 рад = 0,01 Гр                                 |
| Еквівалентна доза/ ефективна доза                         | Бер (бер)             | Зіверт (Зв)                        | 1 бер = 0,01 Зв                                 |
| Потужність експозиційної дози                             | Рентген/секунда (Р/c) | Кулон/кілограм в секунду (Кл/кг*с) | 1 Р/c = 2.58 × 10 -4 Кл/кг*с                    |
| Потужність поглиненої дози                                | Рад/секунда (Рад/с)   | Грей/секунда (Гр/с)                | 1 рад/с = 0,01 Гр/c                             |
| Потужність еквівалентної дози/ потужність ефективної дози | Бер/секунда (бер/с)   | Зіверт/секунда (Зв/с)              | 1 бер/c = 0,01 Зв/с                             |

Хоча зараз і досі доволі розповсюджено використання одиниць кюрі, рад і бер нарівні з одиницями SI, Європейський союз в Європейських директивах одиниць вимірювання наполягає, щоб їх використання в цілях охорони здоров'я було завершено ще 31 грудня 1985.

## Види дозиметрії

### Індивідуальна дозиметрія
Індивідуальна дозиметрія є дуже важливою частиною персонального захисту від негативних наслідків радіаційного опромінення для здоров'я і безпеки людей, які за родом своєї діяльності стикаються з підвищеним радіаційним фоном, працюють з джерелами іонізаційного випромінювання, або піддаються опроміненню внаслідок спеціальних медичних процедур. До них належать персонал атомних електростанцій, рентгенологи, медичні працівники відділень променевої терапії, робітники в чорнобильській зоні відчуження та інші. Позаяк пошкодження людського організму радіацією є кумулятивним, і пов'язано з загальною отриманою дозою, всі дозиметричні дані такої категорії людей (так званої категорії А за «Нормами радіаційної безпеки України 97») контролюються і регулюються законодавчо та зберігаються в спеціальних базах даних. Окремо виділяється і контролюється група людей, що отримує дозу випромінювання в медичних діагностичних або лікувальних цілях.
Індивідуальний контроль персоналу в залежності від характеру робіт включає:
- радіометричний контроль за забрудненістю шкіри і засобів індивідуального захисту;
- контроль за характером, динамікою і рівнями надходження радіоактивних речовин в організм з використанням методів прямої і непрямої радіометрії;
- контроль за дозами зовнішнього β-, γ- і рентгенівського випромінювань, а також нейтронів з використанням індивідуальних дозиметрів або розрахунковим шляхом.[7]

За результатами радіаційного контролю повинні бути розраховані значення ефективних доз персоналу, а в разі потреби — визначені і значення еквівалентних доз опромінення окремих органів. Внесок природних джерел випромінювання в опромінення персоналу в виробничих умовах повинен контролюватися і враховуватися при оцінці доз в тому випадку, коли він перевищує 1 мЗв на рік.
Оскільки завдання радіаційного захисту найчастіше полягає в оптимізації і зниження опромінення груп персоналу або населення, а не окремої людини, МКРЗ ввела величини колективної дози, які слід використовувати і розуміти як інструмент оптимізації. Ці величини враховують групу осіб, які опромінюються від певного джерела за певний період часу. Одиницею вимірювання колективної дози є людино-зіверт (люд.-Зв).
За професійного опромінення колективна ефективна доза, а також розподіл індивідуальних доз, оцінюється перспективно для різних операційних сценаріїв, ще до початку запланованої роботи. Порівняння перспективно оцінених колективних ефективних доз і суми всіх індивідуальних ефективних доз, отриманих за даними моніторингу після завершення роботи, можуть дати інформацію з оптимізації і заходам захисту. Колективна ефективна доза може бути також використана як інструмент для порівняння радіологічних технологій в медичній практиці, а також для порівняння одних і тих же технологій, що використовуються різними медичними установами.

### Клінічна дозиметрія

Розподіл дози в тілі пацієнта, побудований в спеціальному програмному забезпеченні (карта ізодоз).

Клінічна дозиметрія насамперед є невіддільною частиною променевої терапії, а також виникає при діагностичних процедурах, де використовується іонізуюче випромінювання (наприклад, комп'ютерна томографія, позитрон-емісійна томографія). Основною метою клінічної дозиметрії є вибір оптимального просторово-часового розподілу поглиненої енергії випромінювання в тілі пацієнта, і кількісний опис цього розподілу.
Клінічна дозиметрія використовує числові і емпіричні методи. Числові методи використовуються для планування променевої терапії і засновані на відомих фізичних законах взаємодії різних видів випромінювання з речовиною. До них належать метод тонкого променя, аналітичний анізотропний алгоритм (ААА) та інші. Емпіричні методи засновані на моделюванні медичної ситуації з подальшим вимірюванням поглиненої дози в тканино-еквівалентних фантомах за допомогою іонізаційних камер. Отже, завданнями клінічної дозиметрії є:
- вимірювання характеристик терапевтичних пучків випромінювання;
- вимірювання полів випромінювання і поглиненої дози у фантомах та безпосереднє вимірювання доз і полів на пацієнті;
- калібрування детекторів клінічної дозиметрії та радіаційних медичних установок;
- експериментальні дослідження нових методів променевої терапії.

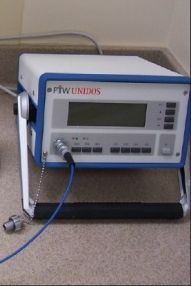
Дозиметр PTW «UNIDOS», до якого приєднана іонізаційна камера

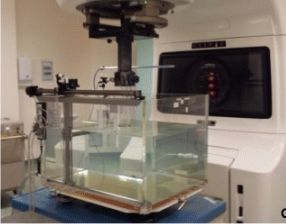
Водний фантом.

Просторовий розподіл поглиненої дози (або її потужності) описується дозовим полем, яке являє собою криві, що з'єднують точки однакових абсолютних або відносних значень поглиненої дози. Такі криві називають ізодози, а їх родини — картами ізодоз. За умовну одиницю (або 100 %) можна прийняти поглинену дозу в будь-якій точці дозового поля, зокрема максимальну поглинену дозу.
Для абсолютних високоточних дозиметричних вимірювань у променевій терапії застосовуються клінічні електрометри, що мають цифровий дисплей, до яких приєднується сертифікована іонізаційна камера. Як основна дозиметрична камера за стандартами МАГАТЕ застосовуються циліндричні іонізаційні камери об'ємом від 0,1 до 1 см³. Перед початком застосування камери проходять спеціальну державну сертифікацію і калібровку. Відносні вимірювання глибинних і профільних розподілів поглиненої дози, що створюються фотонами та електронами медичних прискорювачів, проводяться за допомогою автоматизованих водних фантомів. Вони застосовуються і для вимірювання розподілів дози на дистанційних гамма терапевтичних апаратах. Основним вважається трьохкоординатний автоматизований водний фантом, який заповнюється дистильованою водою.

### Дозиметрія навколишнього середовища
Природний радіаційний фон, радіаційному навантаженню від якого зазнає все населення планети, виникає через космічне випромінювання та природні радіоактивні нукліди, що знаходяться у верхніх шарах земної кори. Додатковими джерелами радіаційного навантаження є штучні радіонукліди, які потрапили в довкілля внаслідок вибухів воєнних ядерних пристроїв, радіаційних аварій, а також при мирному використанні атомної енергії. Найбільше дозове навантаження припадає на радіонукліди з радіоактивних сімейств радію, торію і актинія. Відомо, що газ радон може накопичуватися в будинках, які побудовані на ділянках його локалізації. Радон є одним з основних причин раку і за оцінками його внесок становить близько 2 % від всіх випадків смерті, пов'язаних з раком в Європі. Врахування таких факторів є важливим у радіаційному захисті населення та радіаційній екології. Вимірювання і облік вкладу дози від природного фону або внаслідок позаштатних ситуацій здійснюється спеціальними державними службами або підрозділами підприємств, які спеціалізуються на радіаційній безпеці. Для експертної оцінки спеціалісти з радіаційної безпеки створюють дозиметричні та радіологічні картограми різної складності, які потім аналізуються уповноваженими особами.
Типові значення радіаційного фону:
- на вулиці (відкритій місцевості) — 8-12 мкР/год;
- в приміщенні — 15-30 мкР/год.[15]

Допустима норма радіаційного фону у приміщеннях — до 50 мкР/год.
Норми об'ємної активності радону:
- для експлуатації новобудов не більше 50 Бк/м³,
- для старих будинків не більше 100 Бк/м³,
- для виробничих приміщень 330 Бк/м³.

Гранична допустима концентрація 400 Бк/м³.

### Технічна (промислова) дозиметрія
В галузях промисловості, де використовується іонізуюче випромінювання різних типів або реакції ядерного розпаду, для оцінки параметрів отриманих полів, поглинутої дози зразків, або продуктів ядерного розпаду використовується технічна дозиметрія, яка оперує методами визначення дози для сильних радіаційних полів (наприклад, при радіаційній стерилізації зразок накопичує дозу 30—60 кГр). На сьогодні в радіаційно-технологічних процесах домінуючими є гамма- та електронні поля, які створюються високоактивними джерелами випромінювання (60Со, 137Cs), або на потужних прискорювачах елементарних частинок різних конструкцій. У технічній дозиметрії, аналогічно з клінічною, для визначення поглиненої дози зразка будують глибинні і профільні дозові розподіли, карти ізодоз.
До галузей промисловості, що використовують методи дозиметрії можна віднести:
- ядерну енергетику;
- стерилізацію харчових продуктів, медичних інструментів, фармацевтичних препаратів, пастеризацію;
- дезінфекцію (знищення бактерій та продуктів біологічного забруднення), дезінсекцію;
- очистку газів та стічних вод від шкідливих домішок;
- радіаційне зшивання полімерів, радіаційна полімеризація;
- наукові дослідження;
- інші сфери виробництва.

## Способи вимірювання та обладнання

### Методи вимірювання дози
Виявлення і вимірювання інтенсивності іонізуючих випромінюваних радіоактивних речовин і джерел випромінювання ґрунтуються на їх здатності іонізувати речовину середовища, в якій це випромінювання поширюється. Іонізація, у свою чергу, є причиною фізичних і хімічних змін у речовині, які можуть бути виявлені і виміряні. До таких змін середовища відносять зміну електропровідності речовин (газів, рідин, твердих матеріалів), люмінесценцію речовин, засвічування фотоплівок, зміну забарвлення, прозорості, опірності електричному струму хімічних розчинів та ін.Залежно від того, які з цих змін реєструються, використовують такі основні методи:
- іонізаційний метод (за величиною струму іонізації). Він полягає в тому, що під впливом радіації в ізольованому об'ємі відбувається іонізація газу, внаслідок чого збільшується його електропровідність (утворюються позитивні і негативні іони). В цей об'єм поміщають два електроди, на які подається стала напруга і між ними утвориться електричне поле, під дією якого через газ проходитиме іонізований електричний струм, величина якого визначається потужністю джерела випромінювання.;
- хімічний метод (за ступенем зміни кольору індикатора). Він ґрунтується на вимірюванні виходу радіаційно-хімічних реакцій, які відбуваються під впливом іонізуючого випромінювання. Під виходом реакції розуміють кількість характерних перетворень (нових утворених атомів, іонів, тощо) на 100 еВ поглиненої енергії. Перевага методу полягає в можливості вибору для хімічних детекторів таких речовин, які за реакцією на випромінювання подібні до тканин людського організму.;
- фотографічний метод (за ступенем почорніння фотошару). Він спирається на властивість іонізуючого випромінювання впливати на чутливий шар фотоматеріалів аналогічно до видимого світла. Якщо фотоплівку, піддати впливу гамма-променів, а далі проявити, відбувається її почорніння. Густина почорніння пропорційна інтенсивності опромінення. Дозу опромінення, одержану плівкою, визначають, порівнюючи густину почорніння з еталоном.
- сцинтиляційний метод (за ступенем світіння люмінофора). Такий метод базується на тому, що під впливом радіоактивних променів деякі речовини випускають фотони видимого світла. Спалахи світла, що виникають при цьому, можуть бути зареєстровані. Сцинтиляційний лічильник складається із сцинтилятора — речовини, здатної випускати видиме випромінювання під дією іонізуючого випромінювання, і фотоелектричного помножувача, у якому енергія світлових спалахів (сцинтиляцій) завдяки фотоефекту перетворюється на електричні імпульси, які, у свою чергу, надходять у реєструвальний пристрій.[17]

### Класифікація приладів радіаційного контролю
За функціональним призначенням прилади радіаційного контролю поділяються на два класи:
- дозиметри — прилади для вимірювання дози або потужності дози рентгенівського і гамма-випромінювання;
- радіометри — прилади для визначення активності радіонуклідів або її питомої, масової, поверхневої або об'ємної величини. Застосовуються для визначення ступеня забруднення радіонуклідами різних об'єктів.

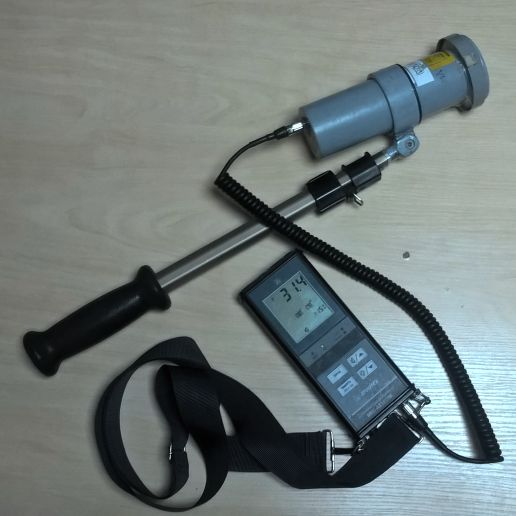
Дозиметр-радіометр МКС-АТ1117М з блоком детектування бета-частинок БДПБ-01 виробництва білоруської компанії «АТОМТЕХ»

Принципова схема будь-якого дозиметричного або радіометричного приладу однакова. Вона включає в себе три обов'язкових ланки: детекторний пристрій (детектор), реєструвальний прилад (індикатор) і блок живлення (акумулятори, батарейки, елементи живлення, тощо). Хоча сучасний прилад може мати багато додаткових блоків, пристроїв або систем (наприклад, підсилювачі, перетворювачі, стабілізатори, накопичувачі інформації). За конструктивними особливостями дозиметричні і радіометричні прилади поділяються на: кишенькові, переносні та стаціонарні установки. Ці прилади характеризуються певними технічними параметрами: чутливістю, часом розрізнення, відтворенням результатів вимірювань, температурою і механічною стійкістю. Чутливість приладу — величина нижньої межі випромінювання, яка стійко реєструється приладом. Час розрізнення — найменший час, за який два імпульси, що йдуть один за одним, реєструються окремо. Температурна стійкість — здатність приладу давати стійкі показання при різних температурах. Механічна стійкість приладу характеризує його здатність протистояти різним механічним впливам без зміни точності показань.
Для того щоб можна було одночасно з вимірюванням потужності дози гамма-випромінювання проводити оцінку ступеня забруднення поверхонь щодо корпускулярного випромінювання, використовуються комбіновані дозиметричні прилади — дозиметри-радіометри.Вони складається з центрального блоку обробки інформації, до якого підключаються блоки детектування для вимірювання різних видів радіоактивного випромінювання. Блоки детектування можуть кріпитися на подовжуючу штангу і, залежно від детектора, вимірюють гамма-, бета-, альфа-, рентгенівське, нейтронне випромінення.
Індивідуальні дозиметри

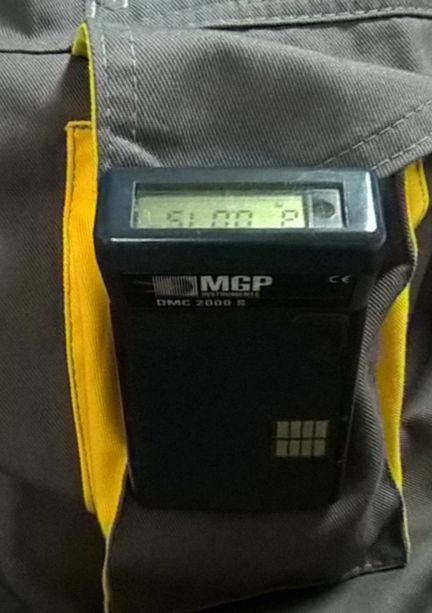
Електронний персональний дозиметр MPG DMC 2000 S

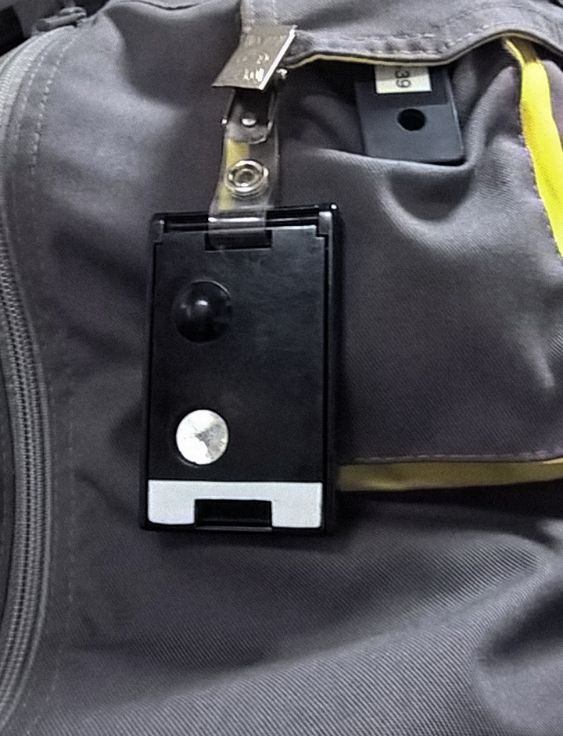
Термолюмінесцентний дозиметр НARSHAW, використовується персоналом АЕС та медичних установ України.

Дозиметри індивідуального контролю складаються з детектора і вимірювального пульта з блоком живлення (зарядним пристроєм). Основні характеристики індивідуальних дозиметрів:
- фединг — спад показань у часі;
- хід з жорсткістю — характер зміни чутливості детектора від енергії фотонів, що зумовлений різною залежністю від енергії фотонів коефіцієнтів лінійної передачі енергії в робочому матеріалі детектора, тобто при однакових експозиційних дозах показання детектора будуть залежати від енергії випромінювання;
- діапазон енергій випромінювання;
- вид випромінювання, що реєструється;
- тип первинного перетворювача.[7]

Найбільш поширені типи персональних дозиметрів включають в себе:
Електронний персональний дозиметр.
Електронний персональний дозиметр — це пристрій, який має багато складних функцій, таких як постійний моніторинг потужності дози, попередження при досягненні заданих рівнів та онлайн-зчитування накопиченої дози. Вони особливо корисні в районах з високою потужністю дози, де час перебування носія обмежений. Дозиметр можна обнуляти, після зняття показів для обліку дози, і використовувати повторно.
Термолюмінесцентний дозиметр (ТЛД). Термолюмінесцентний дозиметр показує рівень накопичення дози радіації шляхом випромінювання  кристалом детектора видимого світла певної інтенсивності при нагріванні (явище «термолюмінесценції»). Інтенсивність світла, що випромінюється, залежить від кількісних характеристик радіаційного впливу.
Плівковий дозиметр.
Плівкові дозиметри призначені тільки для одноразового використання. На рівень накопиченої вказує зміна кольору плівки через хімічну реакцію викликану опроміненням.